# Sea Girt
Sea Girt és una població dels Estats Units a l'estat de Nova Jersey. Segons el cens del 2007 tenia 2.051 habitants.

## Demografia
Segons el cens del 2000, Sea Girt tenia 2.148 habitants, 942 habitatges, i 636 famílies. La densitat de població era de 782,4 habitants/km².
Dels 942 habitatges en un 20,8% hi vivien nens de menys de 18 anys, en un 59,1% hi vivien parelles casades, en un 7,1% dones solteres, i en un 32,4% no eren unitats familiars. En el 29,6% dels habitatges hi vivien persones soles el 17,6% de les quals corresponia a persones de 65 anys o més que vivien soles. El nombre mitjà de persones vivint en cada habitatge era de 2,28 i el nombre mitjà de persones que vivien en cada família era de 2,83.
Per edats la població es repartia de la següent manera: un 20,1% tenia menys de 18 anys, un 3,7% entre 18 i 24, un 18,5% entre 25 i 44, un 30,2% de 45 a 60 i un 27,5% 65 anys o més.
L'edat mediana era de 50 anys. Per cada 100 dones de 18 o més anys hi havia 82,6 homes.
La renda mediana per habitatge era de 86.104 $ i la renda mediana per família de 102.680 $. Els homes tenien una renda mediana de 100.000 $ mentre que les dones 46.667 $. La renda per capita de la població era de 63.871 $. Aproximadament el 2,1% de les famílies i el 3,5% de la població estaven per davall del llindar de pobresa.

## Poblacions més properes
El següent diagrama mostra les poblacions més properes.